# Michel-Bruno Bellengé
Michel-Bruno Bellengé (né à Rouen le 16 décembre 1726 et mort à Rouen le 13 décembre 1793) est un peintre français du XVIIIe siècle.

## Biographie
Michel-Bruno Bellengé fut l’un des premiers élèves de l’École des Beaux-arts de Rouen fondée par Descamps. Bellengé y remporta trois prix de 1748 à 1751.
Il se spécialisa dans la peinture sur émail de fleurs, ainsi que de légumes et de fruits. Il travailla également aux peintures du plafond du château de Saint-Cloud sous la direction de Jean-Baptiste Marie Pierre. Son compatriote Deshays l’associa également à quelques-uns de ses travaux. Agréé depuis 1762, il fut reçu, en 1764, à l’Académie de Peinture sur la recommandation de Chardin qui l’estimait.
Nommé directeur de la manufacture de tapis de Turquie à Chaillot, il fit les dessins sur lesquels furent exécutées les tapisseries du chœur de Notre-Dame et fut logé au Louvre.
Ruiné par la Révolution, il finit sa vie veuf et paralysé.

### Sources
- Théodore-Éloi Lebreton, Biographie rouennaise, Rouen, Le Brument, 1865, p. 25.